# Love, Day After Tomorrow
「Love, Day After Tomorrow」（ラブ・デイ・アフター・トゥモロー）は、日本の女性歌手・倉木麻衣の日本デビューシングル。1999年12月8日にGIZA Studioから発売された。

## 概要
サウンドプロデュースをPerry Geyer、ミックスをMiguel Sá PessoaといったCybersoundのメンバーが手がけている。レコーディングは1999年の夏頃から進められていた。シングルの他に、2000年3月8日には表題曲のリミックスを加えたアナログ盤が限定発売されている。
初登場の18位から着実にセールスを伸ばし、最高2位にランクイン。1ヶ月以上かけて140万枚のセールスを記録。また、FM・AMラジオ各局の1999年12月度最多パワー・プレイを獲得した。
デビュー直後にプロモーションビデオの差し替えが行われており、この時期だけオンエアーされていたPVが存在する。内容は大部分はその後「FIRST CUT」に収録された通常仕様のPVだが、一部顔がアップになるシーンがあり、差し替えでこのシーンが全て削除された。
1990年代に発売されたミリオンセラーとしては、本作が最後発である。（「90年代最後の達成作品」としては、宇多田ヒカル「Addicted To You」の1999年11月22日付け達成が最後となる。）
PVは白スタジオの中でモノクロの本人が歌っている、というものである。当初はきちんとした企画が考えられていなかったが、楽曲のヒットによってPVの必要性が増し、急遽撮影された。
後に表題曲は2005年にNHKが行った『スキウタ〜紅白みんなでアンケート〜』の56位にランクインし、『第56回NHK紅白歌合戦』で歌われた。
2009年9月、ベストアルバム『ALL MY BEST』（オリコン初登場1位）リリースのプロモーションで出演したテレビ朝日系『ミュージックステーション』にて、リリースから10年目にして初めて地上波で生披露された。
これまで1度もタイアップが付いていなかったが2019年、倉木麻衣デビュー20周年企画として制作されたdTVの配信ドラマ「FHIT MUSIC〜倉木麻衣〜」の主題歌に起用された。
結成前のGARNET CROWのメンバー4人がアメリカでのデモ制作時に関わっている。
2014年9月7日、ベストアルバム『MAI KURAKI BEST 151A -LOVE & HOPE-』の発売を記念して、15人のクリエイターが参加し制作された同曲の新ミュージックビデオが公式YouTubeチャンネルに公開された。
累計売上枚数は1,385,190枚。

## 収録曲
1. Love, Day After Tomorrow [4:06]
  - 作詞：倉木麻衣　作曲：大野愛果　編曲：Cybersound

歌詞は「今日はダメでも、今度君に逢うときは、きちんと伝えられる自分でいたい」というテーマで作成された。
ライブで歌われる際は、指で「L」「O」「V」「E」の文字を作るという事が恒例である。
2. Everything's All Right [4:10]
  - 作詞：倉木麻衣　作曲：北浦正尚　編曲：Cybersound

歌詞はボストン滞在中に書き上げられた。
3. Everything's All Right (Remix) [5:14]
Remixed by Perry Geyer
4. Love, Day After Tomorrow (Instrumental) [4:10]

## 参加ミュージシャン
- 倉木麻衣：Vocal & Backing Vocals (#1,2,3)

Additional Musician
- マイケル・アフリック：Backing Vocals (#1,2,3)
- ペリー・ゲイヤー：Computer Programming (全曲)
- グレッグ・ハークス：Keyboards (#1,4)
- ミゲル・サ・ペソア：Keyboards (#2,3)
- Kevin Schoenbohm：Backing Voice (#1,2,3)
- DJ Dopejack：Scratches (全曲)

## 収録アルバム
- delicious way（両曲）
- Wish You The Best（#1）
- GIZA studio 10th Anniversary Masterpiece BLEND 〜LOVE Side〜（#1）
- ALL MY BEST（#1）
- MAI KURAKI BEST 151A -LOVE & HOPE-（#1）
- Mai Kuraki Single Collection 〜Chance for you〜（#1）
- COOL CITY PRODUCTION Vol.1 "Party in a House" （#1 THE NEW DAY MIX）